# David Skaggs

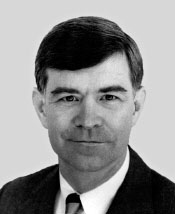
David Skaggs

David Evans Skaggs, född 22 februari 1943 i Cincinnati, Ohio, är en amerikansk demokratisk politiker. Han representerade delstaten Colorados 2:a distrikt i USA:s representanthus 1987-1999.
Skaggs avlade 1964 sin grundexamen vid Wesleyan University. Han avlade sedan 1967 sin juristexamen vid Yale Law School. Han tjänstgjorde i USA:s marinkår 1968-1971.
Kongressledamoten Tim Wirth kandiderade 1986 till USA:s senat och vann. Skaggs hade tidigare varit Wirths medarbetare och vann valet att efterträda sin tidigare chef i representanthuset. Efter sex mandatperioder i representanthuset bestämde sig Skaggs för att inte kandidera till omval i kongressvalet 1998. Han efterträddes som kongressledamot av Mark Udall.